# Giuseppe Richa
Giuseppe Richa (Torino, 1693 – Firenze, 1761) è stato un gesuita e scrittore italiano.

## Biografia
Nato dal commendatore dell'Ordine di San Lazzaro Pietro Paolo Richa, studiò nel Collegio Cicognini a Prato sotto i padri gesuiti. Nel 1747 decise, mentre si trovava a Roma, di diventare a sua volta gesuita e nel 1748, dopo aver già ricoperto vari incarichi in altre città, giunse a Firenze, dove divenne oratore per la chiesa di San Giovannino della Congregazione di Santa Maria Maddalena penitente.
Tenne le sue prime lezioni sulla vita di santi e beati fiorentini e dal 1750 si orientò sulla storie delle chiese fiorentine. Per preparare le sue lezioni serali compì una vastissima opera di ricerca e di studio, che culminò nella pubblicazione delle Notizie istoriche delle chiese fiorentine divise ne' suoi quartieri in dieci volumi, dato alle stampe dal 1754 al 1762 per la Tipografia Viviani. Si tratta una ricostruzione storica e di una puntuale descrizione dello stato degli edifici sacri e dei loro possedimenti, anche artistici, all'epoca, estremamente preziosa per risalire alle origini di tanto patrimonio fiorentino alla vigilia delle dispersioni che seguirono le soppressioni monastiche. In gran parte si basò sulla lettura dell'opera in gran parte inedita di Ferdinando Leopoldo Del Migliore, composta di ben 120 spogli sulla storia fiorentina conservati nella Biblioteca Magliabechiana di Firenze, che Richa arricchì con ricerche in archivi pubblici e privati e con sopralluoghi appositamente programmati.
L'idea della pubblicazione era nata grazie al sostegno di un pubblico ampio e colto che affollava San Giovannino, tra cui spiccò Ignazio Orsini, che si assunse l'onere delle spese tipografiche. Richa fu socio dal 1754 dell'Accademia fiorentina e della Società Colombaria (per la quale scelse il nome di "Agguagliato"), che sostennero il suo progetto.
Per i gesuiti ricoprì anche gli incarichi di Procuratore del collegio di San Giovannino e di Prefetto della musica, inoltre si impegnò per rinnovare artisticamente la chiesa e ammodernare l'organo.
Colpito da una progressiva paralisi, morì nel luglio 1761 a Firenze.
Nel 1925 gli venne dedicata una via a Firenze, in zona Statuto.

## Opere
- Giuseppe Richa, Notizie Istoriche delle Chiese Fiorentine, Firenze 1754-1762; ristampa anastatica Multigrafica, Roma 1989.